# Championnats d'Afrique d'aviron 2014
Navigation
Édition précédente Édition suivante
Les championnats d'Afrique d'aviron 2014, dixième édition des championnats d'Afrique d'aviron, ont lieu du 16 au 18 octobre 2014 à Tipaza, en Algérie.

## Podiums seniors

### Hommes
| Épreuves                           | Or                                                                              | Argent                                                                     | Bronze                                           |
| ---------------------------------- | ------------------------------------------------------------------------------- | -------------------------------------------------------------------------- | ------------------------------------------------ |
| Skiff M1x                          | Nour Eldin Younis (EGY)                                                         | Aymen Mejri (TUN)                                                          | Mehdi Mechti (ALG)                               |
| Skiff poids légers LM1x            | Sid Ali Boudina (ALG)                                                           | Aymen Mejri (TUN)                                                          | Gerald Ssemambo (UGA)                            |
| Deux de couple M2x                 | Égypte Abdelkhalek El-Banna Ahmed El Washahy                                    | Angola Jean-Luc Rasamoelina André Matias                                   | Algérie Chawki Lebza Mohamed El Mokhtar Bengamra |
| Deux de couple poids légers LM2x   | Algérie Mohamed Ryad Garidi Chawki Dries                                        | Angola Jean-Luc Rasamoelina André Matias                                   | Égypte Hamada Morsi Abdel Mohsen Massoud         |
| Quatre de couple poids légers LM4x | Algérie Sid Ali Boudina Abdenour Zouad Otmane Taleb Mohamed Abderraouf Djouimai | Égypte Ibrahim Hamatou Omar El Sobhy Emira Ali Hassan Abdel Mohsen Massoud | non décernée                                     |

### Femmes
| Épreuves                         | Or                               | Argent                                      | Bronze                           |
| -------------------------------- | -------------------------------- | ------------------------------------------- | -------------------------------- |
| Skiff W1x                        | Micheen Thornycroft (ZIM)        | Khadija Krimi (TUN)                         | Heba Ahmed (EGY)                 |
| Skiff poids légers LW1x          | Amina Rouba (ALG)                | Fatma Rashed (EGY)                          | Khadija Krimi (TUN)              |
| Deux de couple poids légers LW2x | Algérie Amina Rouba Nawel Chiali | Égypte Esraa Ibrahim Fatma Rashed           | Zambie Esther Chibi Iza Nalondwa |
| Deux de couple W2x               | Algérie Nawel Chiali Amina Rouba | Tunisie Khadija Krimi Nour El Houda Ettaieb | Égypte Fatma Rashed Heba Ahmed   |

## Podiums juniors

### Hommes
| Épreuves              | Or                                                                                | Argent                                                                         | Bronze                                         |
| --------------------- | --------------------------------------------------------------------------------- | ------------------------------------------------------------------------------ | ---------------------------------------------- |
| Skiff JM1x            | Mohamed Taieb (TUN)                                                               | Mahmoud Kattara (EGY)                                                          | Adlene Larbi (ALG)                             |
| Deux de couple JM2x   | Tunisie Skander Cherni Mohamed Taieb                                              | Égypte Mohamed Noureldin Omar Mahmoud                                          | Algérie Mohamed Boucif Belhadj Nazim Belmihoub |
| Quatre de couple JM4x | Tunisie Mohamed Khalil Mansouri Mohamed Ben Sidhom Abdallah Adouani Mohamed Taieb | Algérie Mohamed Boucif Belhadj Nazim Belmihoub Abdelhak M'Chighel Amine Mechai | Non décernée                                   |

### Femmes
| Épreuves            | Or                                        | Argent                            | Bronze                                  |
| ------------------- | ----------------------------------------- | --------------------------------- | --------------------------------------- |
| Skiff JW1x          | Nour El Houda Ettaieb (TUN)               | Nadia Negm (EGY)                  | Favour Beweih (NGA)                     |
| Deux de couple JW2x | Tunisie Malek Ounis Nour El Houda Ettaieb | Égypte Elham Moneeb Basma Mahmoud | Algérie Thiziri Douki Aziade Benkhelifa |